# Ellaha Lack
Ellaha Lack (født 15. august 1991 i Kurdistan) er en dansk skuespillerinde med jysk-kurdisk baggrund.
Lack kom som barn til Danmark som kvoteflygtning og havde opvækst i Skive.
På Brårup Skole fik hun smag for teater.
Hun havde ophold på Teaterhøjskolen Rødkilde og blev uddannet på Den Danske Scenekunstskole i Odense i 2019.
Lack har medvirket i tv, teater og film, herunder Ingen kender dagen.
I Gengangere på Husets Teater og Odense Teater i 2024 havde hun ifølge en anmelder "aldrig været mere interessant end i rollen som Regine".
Lack fungerer som underviser på Teaterhøjskolen Rødkilde.
Hun har oplæst Nadia Kakasurs bog Gode piger drømmer ikke og dele af Blackout.